# Plebejus nigrescens
Plebejus nigrescens är en fjärilsart som beskrevs av Courvoisier 1911. Plebejus nigrescens ingår i släktet Plebejus och familjen juvelvingar. Inga underarter finns listade i Catalogue of Life.